# Calendario Rapa Nui
El calendario Rapa Nui fue el calendario lunisolar indígena de la Isla de Pascua. Actualmente está en desuso.

## Constatación
William J. Thomson, oficial de pagaduría del USS Mohican, pasó doce días en la Isla de Pascua del 19 al 30 de diciembre de 1886. Entre los datos recopilados por Thomson se encuentran los nombres de las noches del mes lunar y de los meses del año:
Los nativos medían su tiempo, y de hecho todavía lo hacen, por lunas o meses, comenzando el año en agosto, que según las tradiciones, fue el momento en que Hotu-Matua y sus seguidores desembarcaron en la isla.

## Meses
Thomson registró los meses de la siguiente manera:
| Nombre rapanui    | Significado    | Equivalente occidental, 1886-1887 |
| ----------------- | -------------- | --------------------------------- |
| Anekena           |                | Agosto                            |
| Hora-iti          | pequeño verano | Septiembre                        |
| Hora-nui-matahani | gran verano    | Octubre                           |
| Tangarouri        |                | parte de noviembre                |
| Kotuti            |                | noviembre y diciembre             |
| Ruti              |                | diciembre y enero                 |
| Koro              |                | enero                             |
| Tuaharo           |                | febrero                           |
| Tetuupu           |                | marzo                             |
| Tarahao           |                | abril                             |
| Vaitu-nui         | gran invierno  | mayo                              |
| Vaitu-poto        | invierno corto | junio                             |
| Maro o Temaro     |                | julio                             |

## Días

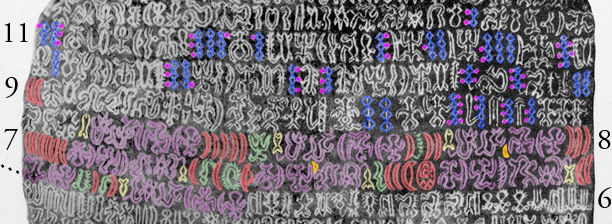
Se cree que el Tableta Mamari de rongorongo incluye el calendario rapanui. La información calendárica identificada comienza a mitad de la línea 6 del recto (centro inferior, boca abajo) y continúa hasta el comienzo de la línea 9 (arriba a la izquierda). Dos glifos que completan la secuencia morada (puntos suspensivos) no son visibles al comienzo del 7. Los rombos azules y rosas con cuentas ("conjuntos de contabilidad") siguen el calendario identificado, pero su función es desconocida.

El mes se dividía en dos partes, comenzando con la luna nueva y la luna llena. Thomson registró el calendario en el momento de su visita a la isla de la siguiente manera. La luna nueva ocurrió el 25 de noviembre y nuevamente en la noche del 24 de diciembre; Thomson registra que el creciente fue visible por primera vez el 26 de noviembre.
| Nombre rapanui | Significado    | Equivalente occidental 1886 |
| -------------- | -------------- | --------------------------- |
| Kokore tahi    | primer kokore  | 27 de noviembre             |
| Kokore rua     | segundo kokore | 28 de noviembre             |
| Kokore toru    | tercer kokore  | 29 de noviembre             |
| Kokore hâ      | cuarto kokore  | 30 de noviembre             |
| Kokore rima    | quinto kokore  | 1 de diciembre              |
| Kokore ono     | sexto kokore   | 2 de diciembre              |
| Maharu         | primer cuarto  | 3 de diciembre              |
| Ohua           |                | 4 de diciembre              |
| Otua           |                | 5 de diciembre              |
| Ohotu          |                | 6 de diciembre              |
| Maure          |                | 7 de diciembre              |
| Ina-ira        |                | 8 de diciembre              |
| Rakau          |                | 9 de diciembre              |
| Omotohi        | luna llena     | 10 de diciembre             |
| Kokore tahi    | primer kokore  | 11 de diciembre             |

Las tres fuentes que tenemos coinciden entre sí, excepto por dos días intercalarios (en negrita), y la noche de la luna nueva en Englert, que parece haber sido confundida con uno de estos. Comenzando con (o)ata, la noche de la luna nueva, son:
| Día | Englert     | Thomson     | Métraux     | Día | Englert      | Thomson     | Métraux     |
| --- | ----------- | ----------- | ----------- | --- | ------------ | ----------- | ----------- |
| *1  | oata        | oata        | ata         | *15 | omotohi      | omotohi     | motohi      |
| 2   | ohiro       | oari        | ari         | 16  | kokore tahi  | kokore tahi | kokore tahi |
| 3   | kokore tahi | kokore tahi | kokore tahi | 17  | kokore rua   | kokore rua  | kokore rua  |
| 4   | kokore rua  | kokore rua  | kokore rua  | 18  | kokore toru  | kokore toru | kokore toru |
| 5   | kokore toru | kokore toru | kokore toru | 19  | kokore hâ    | kokore ha   | kokore ha   |
| 6   | kokore hâ   | kokore ha   | kokore ha   | 20  | kokore rima  | kokore rima | kokore rima |
| 7   | kokore rima | kokore rima | kokore rima | 21  | tapume       | tapume      | tapume      |
| 8   | kokore ono  | kokore ono  | kokore ono  | 22  | matua        | matua       | matua       |
| *9  | maharu      | maharu      | maharu      | *23 | orongo       | orongo      | rongo       |
| 10  | ohua        | ohua        | hua         | 24  | orongo taane | orongo tane | rongo tane  |
| 11  | otua        | otua        | atua        | 25  | mauri nui    | mauri nui   | mauri nui   |
| x   | —           | ohotu       | hotu        | 26  | mauri karo   | mauri kero  | mauri kero  |
| 12  | maure       | maure       | maure       | 27  | omutu        | omutu       | mutu        |
| 13  | ina-ira     | ina-ira     | ina-ira     | 28  | tireo        | tireo       | tireo       |
| 14  | rakau       | rakau       | rakau       | x   | —            | —           | hiro        |

*Luna nueva, luna llena y primer y último cuarto.
Los kokore son noches sin nombre (aunque numeradas); tahi, rua, toru, haa, rima, ono son los numerales del 1 al 6. La palabra kokore es un cognado con ‘a‘ole en hawaiano, que significa "no", y kahore en maorí, que también significa "no", y ‘aore en tahitiano, que significa "no hay"; aquí podría significar "sin [nombre], sin nombre".

## Análisis
El calendario recopilado por Thomson es notable porque contiene trece meses. Todos los demás autores mencionan solo doce, y Métraux y Barthel critican a Thomson:
Thomson traduce Anekena como agosto y sugiere que el año comenzó en ese momento porque Hotu-Matua desembarcó en Anekena en ese mes, pero mis informantes y Roussel (1869) dan Anekena como julio.
Estamos basando la sustitución en las listas de Metraux y Englert (ME:51; HM:310), que están de acuerdo. La lista de Thomson está desfasada en un mes.
Sin embargo, Guy calculó las fechas de la luna nueva para los años 1885 a 1887 y demostró que la lista de Thomson se ajustaba a las fases de la luna para 1886. Concluyó que los antiguos rapanui usaban un calendario lunisolar con kotuti como su mes embolismal (también conocido como "mes bisiesto") y que Thomson tuvo la suerte de desembarcar en la Isla de Pascua en un año con un mes embolismal.
Los días hotu y hiro parecen ser intercalarios. Una de las tabletas rongorongo puede describir una regla para agregar estos días.